# Tragocephala formosa
Tragocephala formosa es una especie de escarabajo longicornio del género Tragocephala, subfamilia Lamiinae. Fue descrita científicamente por Olivier en 1797.
Se distribuye por Kenia, Malaui, Mozambique, República de Sudáfrica, Seychelles y Zimbabue. Posee una longitud corporal de 20-30 milímetros. El período de vuelo de esta especie ocurre únicamente en el mes de noviembre.